# Anna Woźniak-Biel
Anna Woźniak-Biel – polska lekarka weterynarii, doktor habilitowany nauk weterynaryjnych.

## Kariera naukowa
W 2005 roku uzyskała tytuł lekarza weterynarii, nadanego przez Uniwersytet Przyrodniczy we Wrocławiu. 
2 lipca 2010 roku ukończyła studia doktoranckie na kierunku nauki weterynaryjne na Wydziale Medycyny Weterynaryjnej Uniwersytetu Przyrodniczego we Wrocławiu na podstawie pracy pt. Ocena wrażliwości na chemioterapeutyki przeciwbakteryjne szczepów Campylobacter spp. wyizolowanych od drobiu i ludzi oraz analiza ich genetycznego zróżnicowania.
Od 2010 roku zatrudniona jest w Uniwersytecie Przyrodniczym we Wrocławiu.
24 stycznia 2023 roku uzyskała stopień doktora habilitowanego nauk weterynaryjnych w dyscyplinie weterynaria na Uniwersytecie Przyrodniczym we Wrocławiu na podstawie rozprawy pt. Fenotypowa i molekularna charakterystyka antybiotykooporności oraz czynników wirulencji szczepów Campylobacter spp., Enterococcus spp. i E. coli izolowanych od drobiu.